# Torneo de Astaná 2022
El Astana Open 2022 fue un torneo de tenis perteneciente al ATP Tour 2022 en la categoría ATP Tour 500. El torneo tuvo lugar en la ciudad de Astaná (Kazajistán) desde el 3 hasta el 9 de octubre de 2022 sobre pistas rápidas.

## Distribución de puntos
| Modalidad            | Campeón | Finalista | Semifinales | Cuartos de final | 2.ª ronda | 1.ª ronda | Clasificados | 2.ª ronda de clasificación | 1.ª ronda de clasificación |
| Individual masculino | 500     | 330       | 200         | 100              | 50        | 0         | 25           | 13                         | 0                          |
| Dobles masculino     | 500     | 300       | 180         | 90               | –         | –         | 45           | 25                         | 0                          |

## Cabezas de serie

### Individuales masculino
| Tenista               | Ranking | Preclasificado |
| Carlos Alcaraz        | 1       | 1              |
| Daniil Medvédev       | 4       | 2              |
| Stefanos Tsitsipas    | 6       | 3              |
| Novak Djokovic        | 7       | 4              |
| Andrey Rublev         | 9       | 5              |
| Jannik Sinner         | 10      | 6              |
| Hubert Hurkacz        | 11      | 7              |
| Félix Auger-Aliassime | 13      | 8              |
| Marin Čilić           | 16      | 9              |

- Ranking del 26 de septiembre de 2022.[2]

### Dobles masculino
| Tenista                            | Ranking | Preclasificados |
| Tim Puetz Michael Venus            | 15      | 1               |
| Nikola Mektić Mate Pavić           | 19      | 2               |
| Marcel Granollers Horacio Zeballos | 23      | 3               |
| Lloyd Glasspool Harri Heliövaara   | 34      | 4               |

## Campeones

### Individual masculino
Novak Djokovic venció a  Stefanos Tsitsipas por 6-3, 6-4

### Dobles masculino
Nikola Mektić /  Mate Pavić vencieron a  Adrian Mannarino /  Fabrice Martin por 6-4, 6-2